# 櫟原神社 (上富田町)
櫟原神社（いちはらじんじゃ）は、和歌山県西牟婁郡上富田町朝来2823番地にある神社。

## 概要
境内地は967m2、本殿は流造4.8m2、拝殿は入母屋造36.4m2、手水は1.2m2、絵馬殿は切妻造19.8m2、社務所は入母屋造41.3m2。
1908年3月31日に旧諏訪神社（上村・金屋）、梅田神社（下村）、厳島神社（峠・大内谷）、岩崎神社（岩崎村）の4社を合祀して成立。一時期岩崎神社に祭られた後、1913年11月22日に現在地に正遷宮された。同時期に野田の八幡神社、飛野の日隅神社、愛宕神社、虫遂社等を合祀している。

## アクセス
- 朝来駅から徒歩3分[3]。